# Éliane Tayar
Pour les articles homonymes, voir Tayar.
Éliane Tayar, née le 18 juillet 1904 à Paris et morte le 5 septembre 1986 à Villejuif, est une réalisatrice et actrice française.

## Biographie

### Femme de cinéma
Éliane Tayar fait d'abord de la figuration et des seconds rôles et se fait rapidement remarquer. En 1929, elle obtient deux rôles principaux, l'un dans Embrassez-moi ! de Robert Péguy, l'autre dans Amour et carrefour de Georges Péclet, une comédie où sa personnalité colle à son personnage, extravertie, active, entreprenante et passionnée de voitures de sport, en particulier des Bugatti.
Elle se tourne néanmoins vers les métiers techniques : elle est assistante-réalisatrice de Carl Theodor Dreyer sur La Passion de Jeanne d'Arc (1928) et sur Vampyr (1932). Elle est réalisatrice sur un projet délaissé par Dreyer, Blessés au poumon (Clairvivre), un court-métrage consacré à la cité-sanitaire Clairvivre fondée à Salagnac (Dordogne) pour accueillir les « gazés » de la Première Guerre mondiale. En 1934, elle co-dirige Versailles (1934), un documentaire, avec Maurice Cloche. Après guerre, elle assiste Jean Vidal dans plusieurs courts-métrages.
À partir de 1930, Éliane Tayar collabore au journal Le courrier cinématographique et au magazine Pour vous.

### Vie personnelle
Éliane Tayar nait avec sa sœur cadette, Henriette, de Salomon Tayar, d'origine libyenne, et de Jeanne Monteauzé, d'origine française. Elle perd sa mère à l'âge de six ans et est placée dans un couvent jusqu'à l'âge de dix-sept ans. Elle se marie aussitôt avec un banquier, propriétaire des Usines Anel et Fraisse, fabricant de poupées en celluloïd. Elle perd son père l'année suivante, en 1922. Elle perd son mari l'année suivante, en 1923 (joueur compulsif, ruiné par la faillite de son entreprise, il se suicide). Elle rencontre son second mari, l'architecte Pierre Forestier (1902-1989), sur le tournage de Blessés au poumon (Clairvivre), avec qui elle a une fille, Colette Forestier (1936).

## Filmographie

### Actrice
- 1928 : La Veine de René Barberis : la soubrette
- 1928 : L'argent de Marcel L'Herbier : une standardiste
- 1929 : L'âme de Pierre de Gaston Roudès
- 1929 : Embrassez-moi de Robert Péguy
- 1929 : Amour et carrefour de Georges Péclet : Emma

### Réalisations
- 1933 : Clairvivre[10]
- 1934 : Versailles (coréalisation : Maurice Cloche)
- 1938 : Orléans. Direction de la photographie : G. Raulet et M. Théry. Production : Jean-Claude Bernard. Noir et blanc, 19 min

### Assistanats de réalisation
- 1928 : La Passion de Jeanne d'Arc, de Carl Dreyer
- 1929 : Vampyr ou l'étrange aventure de David Gray, de Carl Dreyer
- 1958 : Le Roi Soleil, de Jean Vidal
- 1964 : Quatre-vingt treize, de Jean Vidal
- 1965 : La fin d'un monde, de Jean Vidal
- 1965 : La nation ou le roi, de Jean Vidal